# Blessures secrètes
Pour plus de détails, voir Fiche technique et Distribution.
Blessures secrètes, ou Tu seras un homme au Québec (This Boy's Life), est un film américain réalisé par Michael Caton-Jones, sorti en 1993. Il s'agit de l'adaptation des mémoires This Boy's Life de Tobias Wolff, publié par l'édition Atlantic Monthly Press en 1989.

## Synopsis
États-Unis, 1957. Caroline Wolff (Ellen Barkin), divorcée, sans emploi, emmène son jeune fils Toby (Leonardo DiCaprio) dans une longue traversée de l'Amérique, s'arrêtant au gré des petits boulots et de ses liaisons sans lendemain, de ville en ville. Le voyage prend fin un beau jour, lorsque Caroline rencontre Dwight Hansen (Robert De Niro), un mécanicien en qui elle voit enfin le mari stable et le père qui manque à son fils. Malgré les apparences, Dwight n'est pas celui qu'elle croit, c'est un homme tyrannique et violent avec sa famille.

## Fiche technique
- Titre : Blessures secrètes
- Titre québécois : Tu seras un homme
- Titre original : This Boy's Life
- Réalisateur : Michael Caton-Jones
- Scénario : Robert Getchell, d'après les mémoires This Boy's Life de Tobias Wolff (Éd. Atlantic Monthly Press, 1989)
- Musique : Carter Burwell
- Direction artistique : Stephen J. Lineweaver
- Décors : Sandy Cochrane
- Costumes : Richard Hornung
- Photographie : David Watkin
- Montage : Jim Clark
- Production : Fitch Cady et Art Linson
- Sociétés de production : Knickerbocker Films ; Warner Bros. (coproduction)
- Société de distribution : Warner Bros.
- Pays de production :  États-Unis
- Langue originale : anglais
- Format : couleur
- Genre : drame
- Durée : 114 minutes
- Dates de sortie :
  - États-Unis : 9 avril 1993 (sortie limitée)
  - États-Unis : 23 avril 1993 (sortie nationale)
  - France : 22 juin 1994

## Distribution
- Leonardo DiCaprio (V. F. : Emmanuel Garijo ; V. Q. : Olivier Farmer) : Tobias « Toby » « Jack » Wolff
- Robert De Niro (V. F. : Jacques Frantz ; V. Q. : Jean Fontaine) : Dwight Hansen, beau-père de Toby
- Ellen Barkin (V. F. : Marie Vincent ; V. Q. : Claudine Chatel) : Carolin Wolff, mère de Toby
- Eliza Dushku (VQ : Aline Pinsonneault) : Pearl Hansen, fille de Dwight
- Chris Cooper (V. Q. : Mario Desmarais) : Roy, ex-compagnon de Carolin
- Carla Gugino (V. Q. : Valérie Gagné) : Norma Hansen, fille de Dwight
- Tobey Maguire : Chuck Bolger
- Michael Bacall : Terry Taylor
- Sean Murray (V. Q. : Sébastien Reding) : Jimmy Voorhees
- Jonah Blechman (en) (V.F. : Hervé Rey ; V. Q. : Sébastien Dhavernas) : Arthur Gayle
- Zachary Ansley (en) (V. Q. : Daniel Picard) : Skipper Hansen, fils de Dwight

## Accueil

### Accueil critique
Sur Metacritic, le film a reçu un accueil mitigé de la critique. Il obtient un score moyen de 60 %.